# O (letter)

Een aantal voorbeelden van de letter O

De letter O is de vijftiende letter en de vierde klinker in het moderne Latijnse alfabet. De letter heeft de klankwaarden /ɔ/ (als in bol) en /o:/ (als in rook). 
De letter is voortgekomen uit het Semitische pictogram `Ayin van een oog, dat waarschijnlijk stond voor de fricatieve medeklinker /ʕ/, die in het Arabisch met de letter ع of `Ayn wordt geschreven. De Semieten baseerden zich mogelijk op een Egyptische hiëroglief van een oog.
De Grieken worden genoemd als uitvinders van de geschreven klinker. Omdat zij zelf geen teken hadden voor de faryngale klinker (van de farynx), gebruikten zij deze letter als de "kleine o" omikron (Ο, ο), die hetzelfde klinkt in het Etruskisch en Latijn. In het Grieks werd een variant later gebruikt voor de "grote O" omega (Ω, ω).
De grafische weergave is dus grotendeels onveranderd gebleven sinds de Feniciërs. Maar ook alfabetten die niet zijn afgeleid van het Fenicische, gebruiken opvallend vaak een kleine cirkel om de klank weer te geven. Ook bijvoorbeeld het alfabet van het Santali en het Afaka-schrift gebruiken voor de /o/-klank de vorm van een open mond.
In het internationale spellingsalfabet wordt de O weergegeven door middel van de naam Oscar. 
In het Nederlands telefoonalfabet wordt de O weergegeven door middel van de naam Otto.
De letter wordt in de wis- en natuurkunde weinig gebruikt vanwege de grote overeenkomst met het cijfer nul: O tegenover 0. In de chemie wordt het wel veel gebruikt als symbool voor het element Zuurstof in het periodiek systeem der elementen. 
| D4 |

| D4 |